# Jef Ravelingien
Jef Ravelingien (Kortrijk, 25 februari 1973) is een Vlaams acteur. Hij voltooide een opleiding Dramatische Kunsten aan de Hogeschool Gent en is sindsdien actief op televisie en in het theater, waar hij ook regisseert.  
Op televisie was hij onder meer te zien was in het sketchprogramma Oekanda op VTM. Hij speelt Pieter 'Pedro' De Deyn in de soap Familie.
In het theater was hij te zien in verschillende producties bij onder andere het Publiekstheater/Arca, HET PALEIS en het NTG.
Jef Ravelingien is afkomstig van Deerlijk.  

## Televisie
- De Kotmadam (1997) - als valse verpleger
- Flikken (1999) - als Sylvain
- Brussel Nieuwsstraat (2000)
- Recht op Recht (2000) - als dealer
- Flikken (2001) - als Werner
- W817 (2001, 2002, 2003) - als Axel Derijcke
- Oekanda (2005) - verschillende rollen
- Halleluja! (2005) - als Jimmy
- Witse (2006) - als Bart Cnops
- Mega Mindy (2007) - als cameraman
- Sara (2007-2008) - als inspecteur
- Flikken (2008) - als Patrick Doornaers
- Happy Singles (2008)
- En daarmee basta! (2008) - als opzichter
- Witse (2009) - als Dave Versteeg
- Familie (2009-2011) - als Pieter 'Pedro' De Deyn
- Goesting (2010) - als Jeroen
- Zone Stad (2010) - als Michael Torfs
- Witse (2010) - als Geert Mathijs
- Wolven (2013) - als Manu
- Danni Lowinski (2013) - als Steve

## Film
- Tunnelrat (2008) - als Watson
- The Geometry of Beetles (2009) - als Maximilian Vaughan

## Theater (selectie)
- Raadseltjes (2001) - Samenwerking tussen HET PALEIS, het Rits en De Schaduw
- Bash (2002) - Bij het Publiekstheater/Arca
- Wormgat (2003) - Bij het Publiekstheater
- Van ridder Boudewijn (2007) - De Sprook
- All night long (2008-2009) - Productiehuis Padarijs